# Shaday
Shaday è un album della cantante israeliana Ofra Haza, pubblicato nel 1988 dall'etichetta discografica Teldec e distribuito dalla WEA Records.

## Il disco
L'album contiene i singoli Im Nin'alu, Galbi (brano musicale) ed Eshal. Il brano Love Song è cantato a cappella.

## Tracce
1. Im Nin'alu – 3:29
2. Eshal – 3:57
3. Da'ale Da'ale – 3:23
4. My Aching Heart – 5:47
5. Love Song – 2:27
6. Galbi – 3:13
7. Face to Face – 4:52
8. Take Me to Paradise – 4:48
9. Shaday – 5:40
10. Galbi (The Sehoog Mix) – 5:04